# F̧
La F con cedilla (Mayúscula: F̧ minúscula: f̧), es una letra adicional utilizada en algunas romanización KNAB. Se forma a partir de una F diacrítica por una cedilla.

## Codificación
La F con cedilla puede ser representado por los siguientes caracteres en Unicode:
| Forma     | Representación | Puntos de código | Descripción                          |
| --------- | -------------- | ---------------- | ------------------------------------ |
| Mayúscula | F̧              | U+0046 U+0308    | Letra mayúscula latina f con cedilla |
| minúscula | f̧              | U+0066 U+0308    | Letra minúscula latina f con cedilla |